# 叙欧
叙欧（法語：Suaux，法語發音：[sɥo]）是法国夏朗德省的一个市镇，属于孔福朗区。

## 地理
叙欧（45°51'6"N, 0°30'23"E）面积11.93 平方千米，位于法国新阿基坦大区夏朗德省，该省份为法国西部内陆省份，北起德塞夫勒省和维埃纳省，东临上维埃纳省，东南至多尔多涅省，南至多爾多涅省，西接滨海夏朗德省。
与叙欧接壤的市镇（或旧市镇、城区）包括：博尼约尔河畔沙斯讷伊、谢尔沃-沙特拉尔、吕萨克、尼约伊、维特拉克-圣樊尚、上夏朗德土地镇。

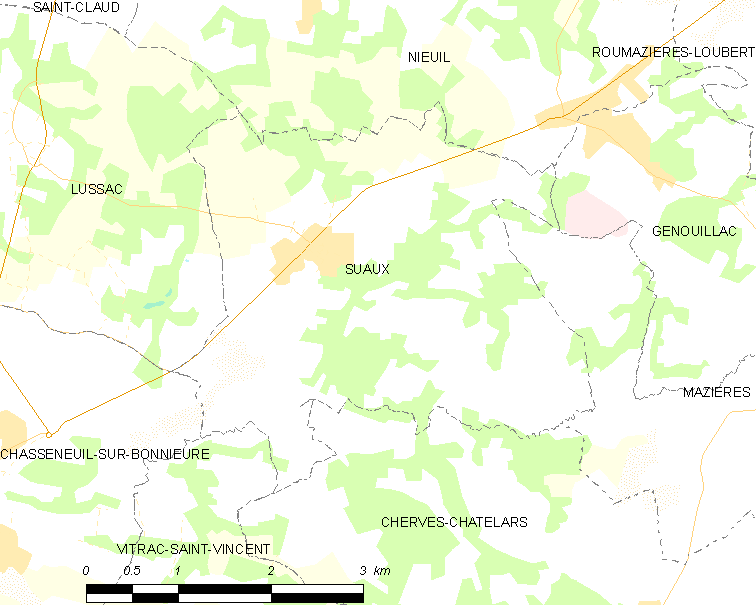
叙欧的OSM定位图

叙欧的时区为UTC+01:00、UTC+02:00（夏令时）。

## 行政
叙欧的邮政编码为16260，INSEE市镇编码为16375。

## 政治
叙欧所属的省级选区为夏朗德-博尼约尔县。

## 人口

1962-2008年间叙欧人口变化图示

叙欧于2022年1月1日时的人口数量为380人。